# Camagüey (stad)
Camagüey (gesticht in 1515 onder de naam Santa María del Puerto del Príncipe) is een stad en gemeente in centraal Cuba en is na Havana en Santiago de Cuba de stad met de meeste inwoners. Het is de hoofdstad van de provincie Camagüey. De stad wordt bewoond door ongeveer 294.000 mensen; de gemeente telt ongeveer 328.000 inwoners.
Het hoogste punt in de gemeente is de Sierra de Maraguán waarvan de piek ligt op 179 meter boven de zeespiegel. Er zijn twee rivieren: de Hatibonico en de Tínima. Het heeft een eigen internationaal vliegveld, Aeropuerto Internacional Ignacio Agramonte.
Het historisch centrum van Camagüey, 54 hectare groot, is sinds 2008 Werelderfgoed van de UNESCO.

## Klimaat
Volgens het klimaatclassificatie van Köppen heeft Camagüey een tropisch savanneklimaat (Aw). De temperatuur variatie over het jaar is gering. De zomers hebben in het algemeen een hoge dagtemperatuur, maar warme en koele nachten. Jaarlijks valt er gemiddeld zo'n 1400 mm neerslag met een duidelijke piek in juni en is het laagst in februari. Camagüey, net als de rest van Cuba, ligt in een regio waar veel orkanen voorkomen in de maanden juni tot en met november.

## Symbolen
Het symbool (teken) van de stad is een regenton, ook wel tinajón. Deze wordt gebruikt om regenwater op te vangen, zodat het later gebruikt kan worden. Deze tonnen zijn letterlijk overal, of als monument of voor echt gebruik.

## Bekende inwoners van Camagüey
Camagüey is de geboorteplaats van Ignacio Agramonte (1841), een belangrijk persoon uit de Tienjarige Oorlog tegen Spanje (1868-1878). Agramonte maakte een opzet voor de eerste Cubaanse grondwet in 1869 en vormde later het gevreesde Camagüey-cavaleriekorps. Hij sneuvelde op 11 mei 1873.

### Geboren
- Nicolás Guillén (1902-1989), dichter
- Teófilo Stevenson (1952-2012), bokser
- Yipsi Moreno (1980), kogelslingeraarster

## Galerij

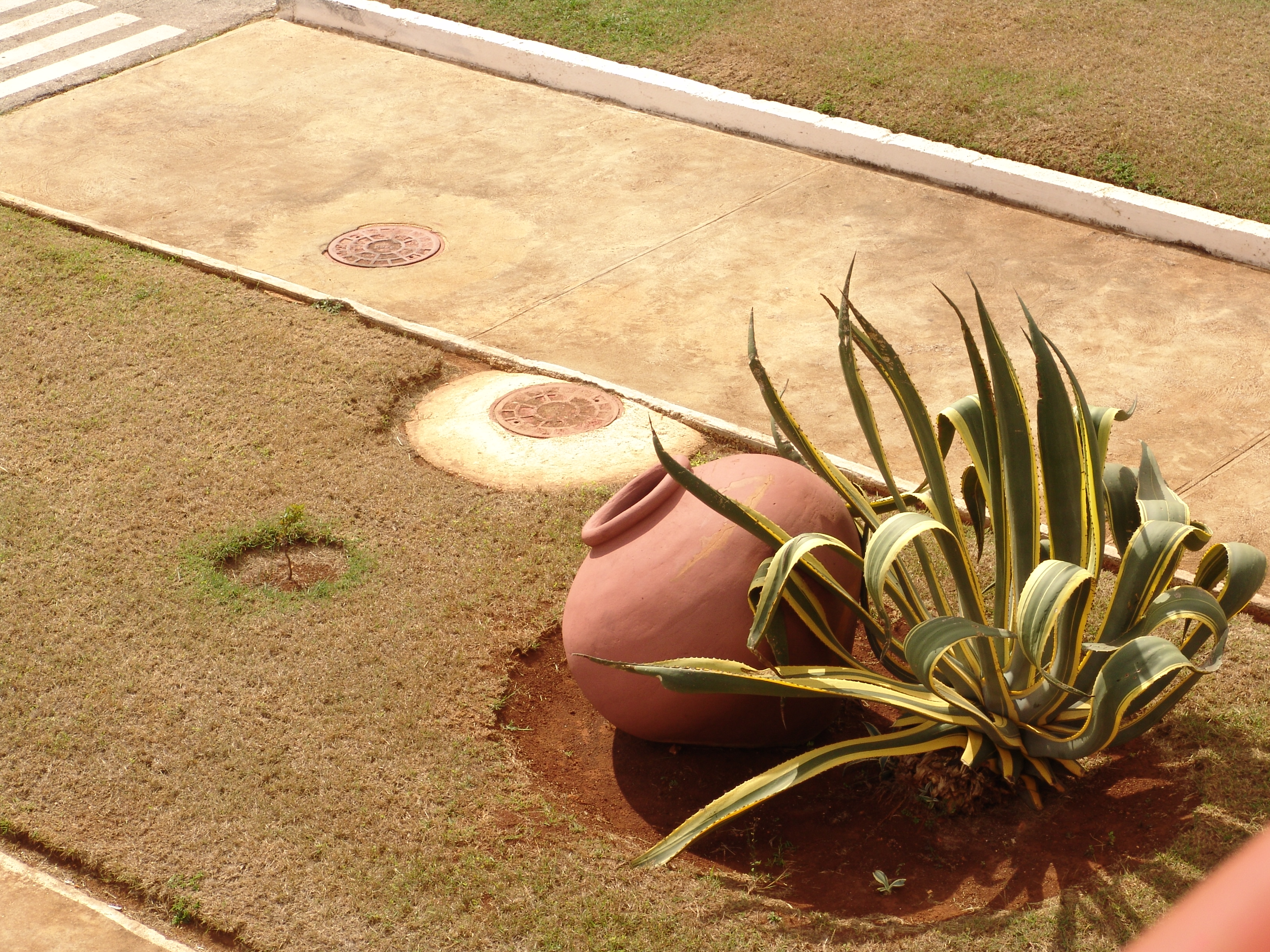
De regentonnen
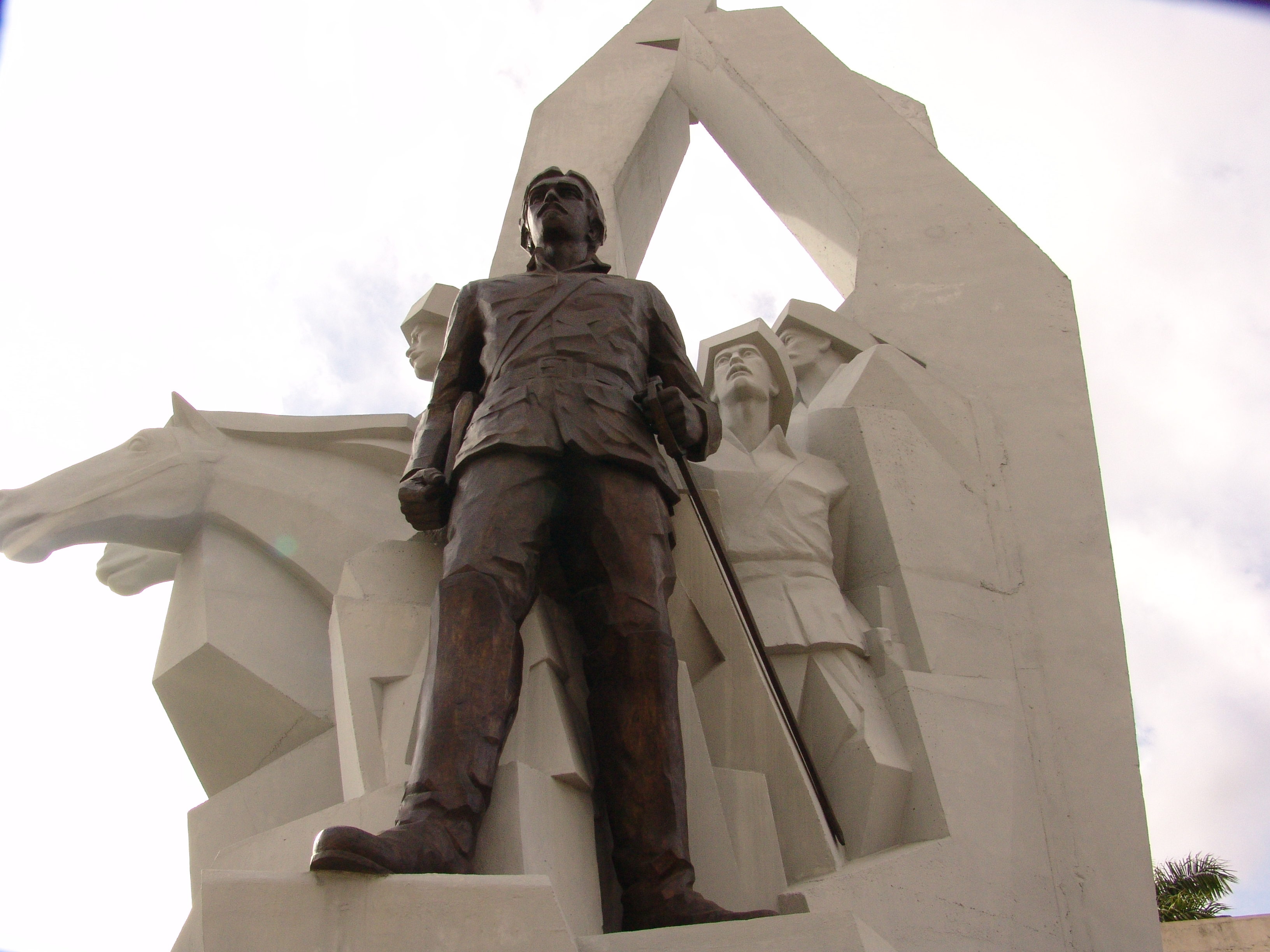
Het standbeeld van Ignacio Agramonte op de Plaza de la Revolucion
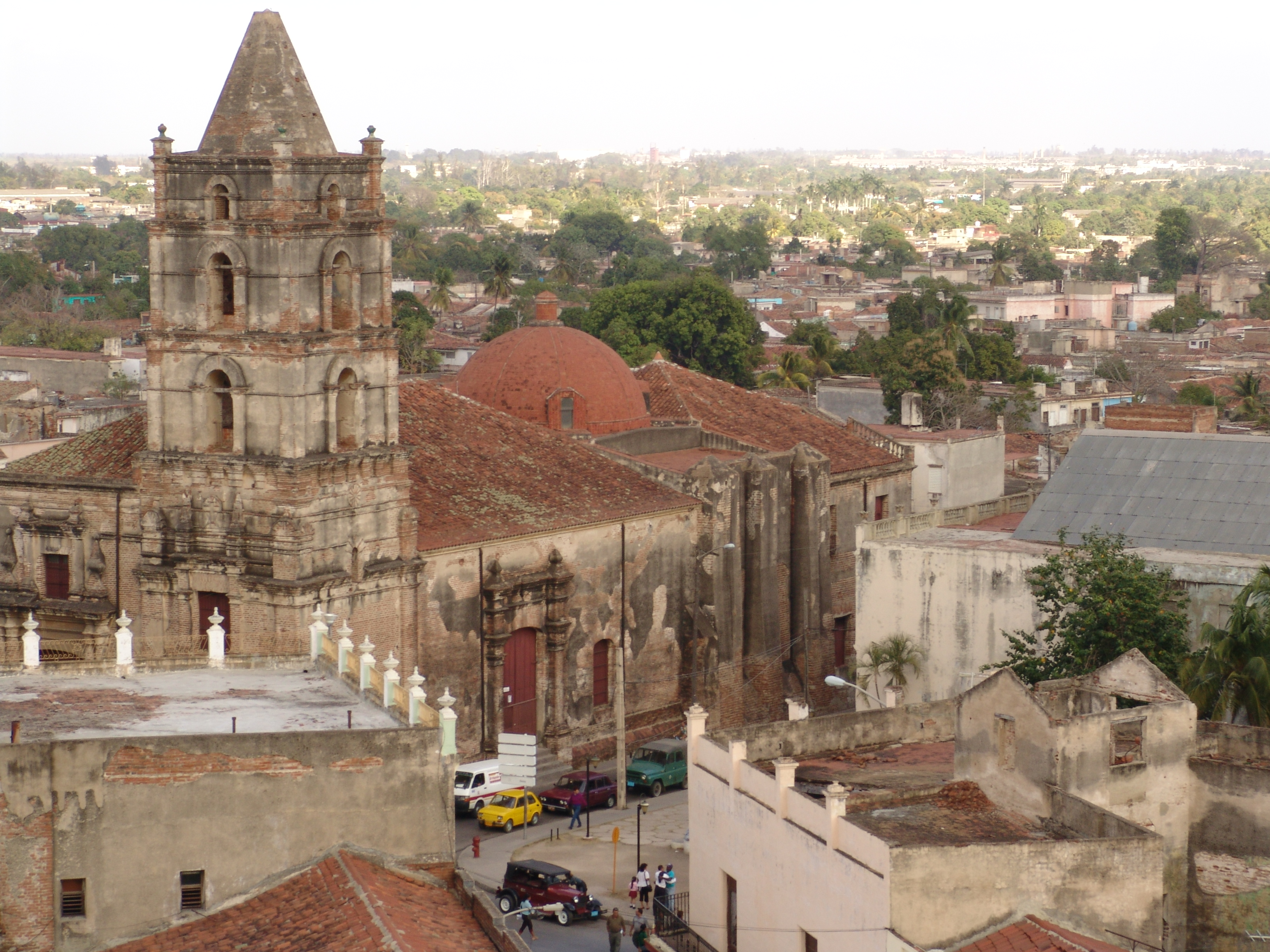
Iglesia de Nuestra Señora de la Soledad
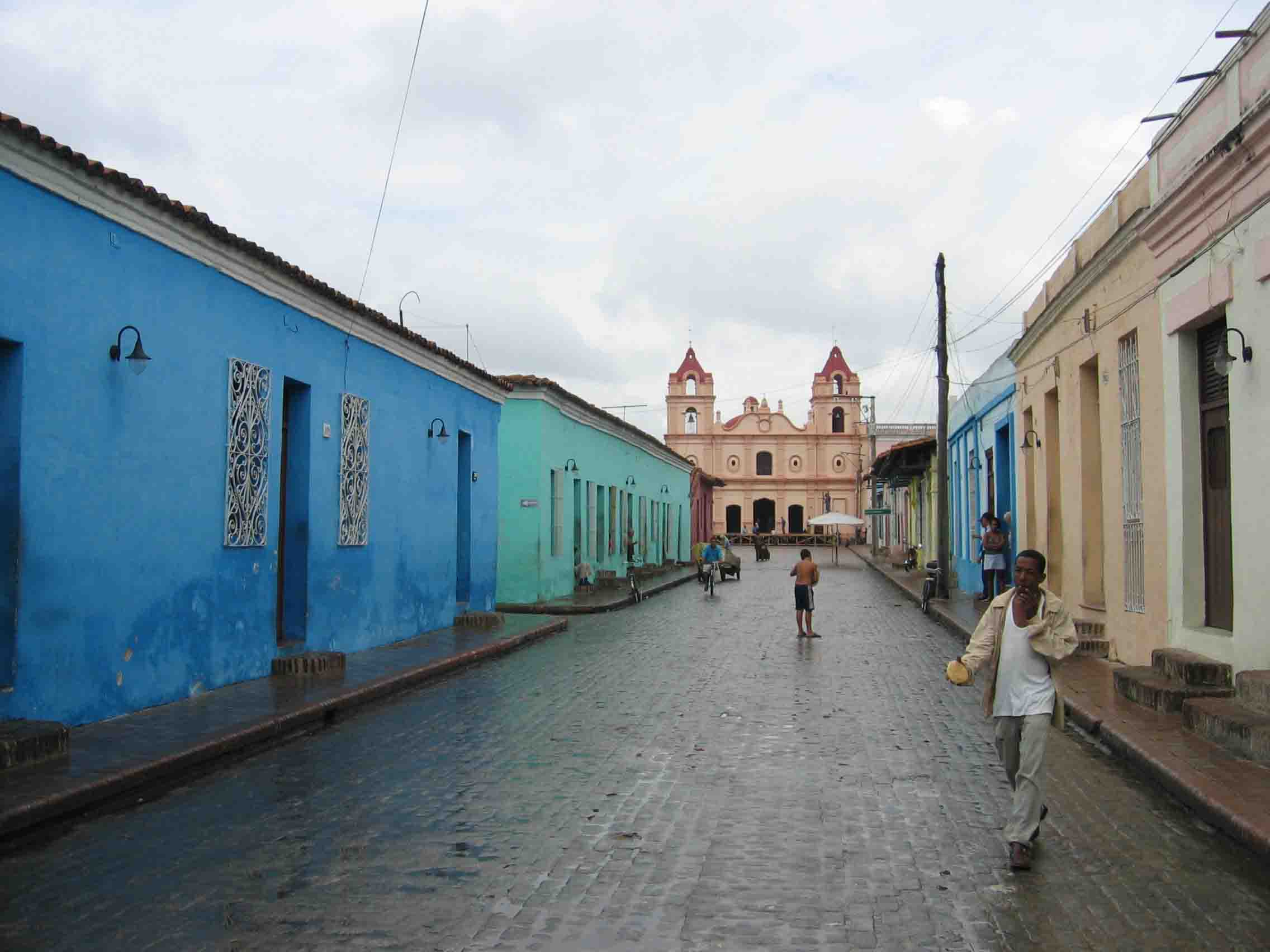
Straat in Camagüey

- Gemeinsame Normdatei: 4844671-3
- Library of Congress Control Number: n84164259
- MusicBrainz: 4de20b40-0778-4040-8f25-34bbe9090cfe
- National Archives and Records Administration: 10037340
- Nationale Bibliotheek van Israël: 987007555194805171
- Système universitaire de documentation: 143877542
- Virtual International Authority File: 137259118
- WorldCat: E39PBJh8JJvwgrxY7pkmwy9v73

Oud Havana en zijn vestingwerken · Trinidad en Valle de los Ingenios · Castillo de San Pedro de la Roca · Nationaal park Desembarco del Granma · Viñales-vallei · Archeologisch landschap van de eerste koffieplantages in het zuidoosten van Cuba · Nationaal park Alejandro de Humboldt · Historisch centrum van Cienfuegos · Historisch centrum van Camagüey